# Hiéroglyphe égyptien A30
Le hiéroglyphe égyptien A30 (homme debout mains levées devant lui) est classifié dans la section A « L'Homme et ses occupations » de la liste de Gardiner ; il y est noté A30.

## Représentation
Il représente un homme debout, les deux bras vers le ciel en signe d'adoration.

## Utilisation
C'est un déterminatif des termes liés à l'action de prier, de supplier et de craindre / respecter.  
| A4 |

| A4 |

## Exemples de mots
| i | A | w | A30 |

| i | A | w | A30 |

| t | wA | A | A30 |

| t | wA | A | A30 |

| t · D21 | M6 | A30 | Y1V |

| t · D21 | M6 | A30 | Y1V |